# Peter Mayr
Peter Mayr (* 15. August 1767 in Siffian (Ritten), Tirol; † 20. Februar 1810 in Bozen) war ein Tiroler Wirt und Freiheitskämpfer.

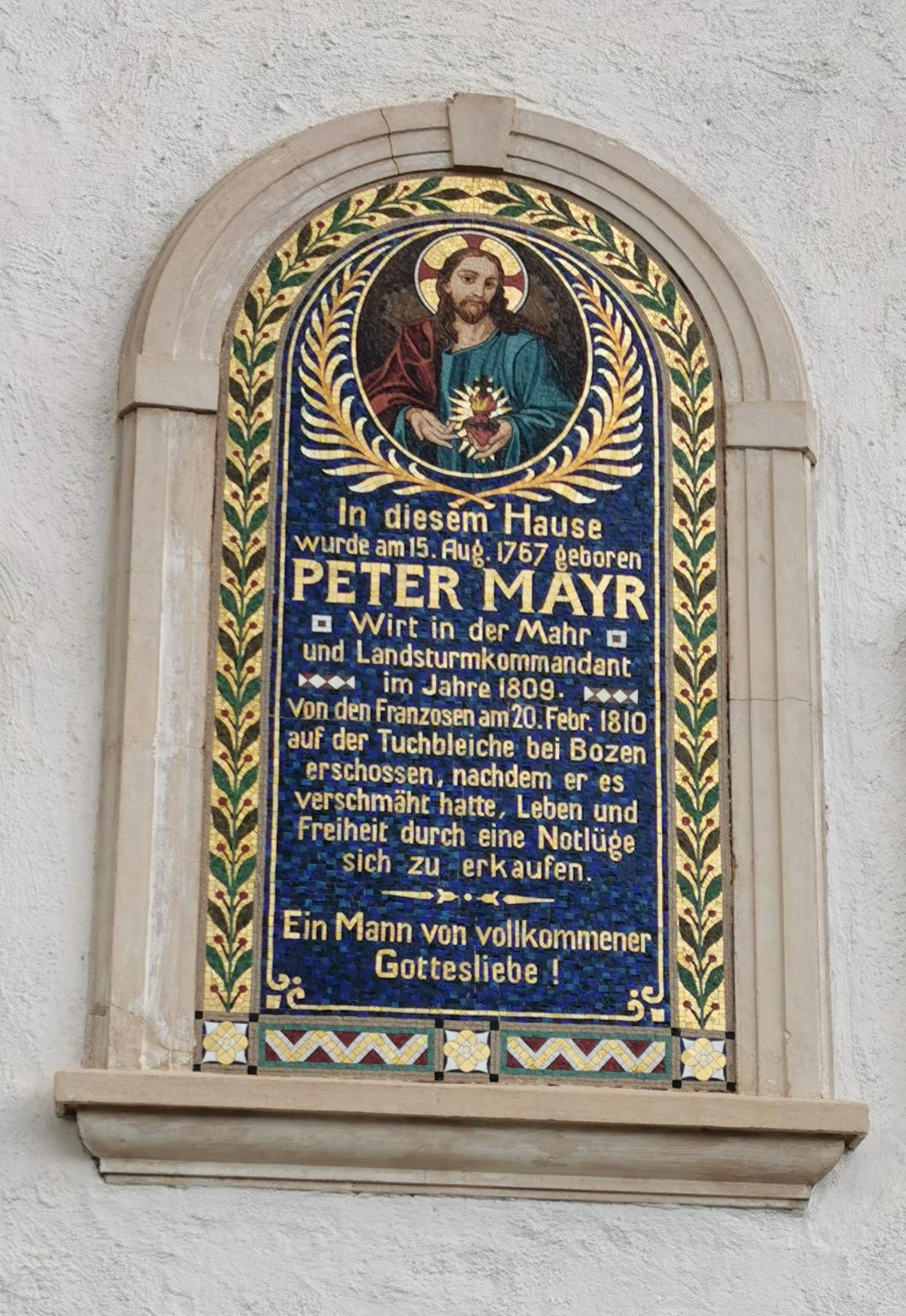
Gedenktafel am Geburtshaus in Siffian

## Leben

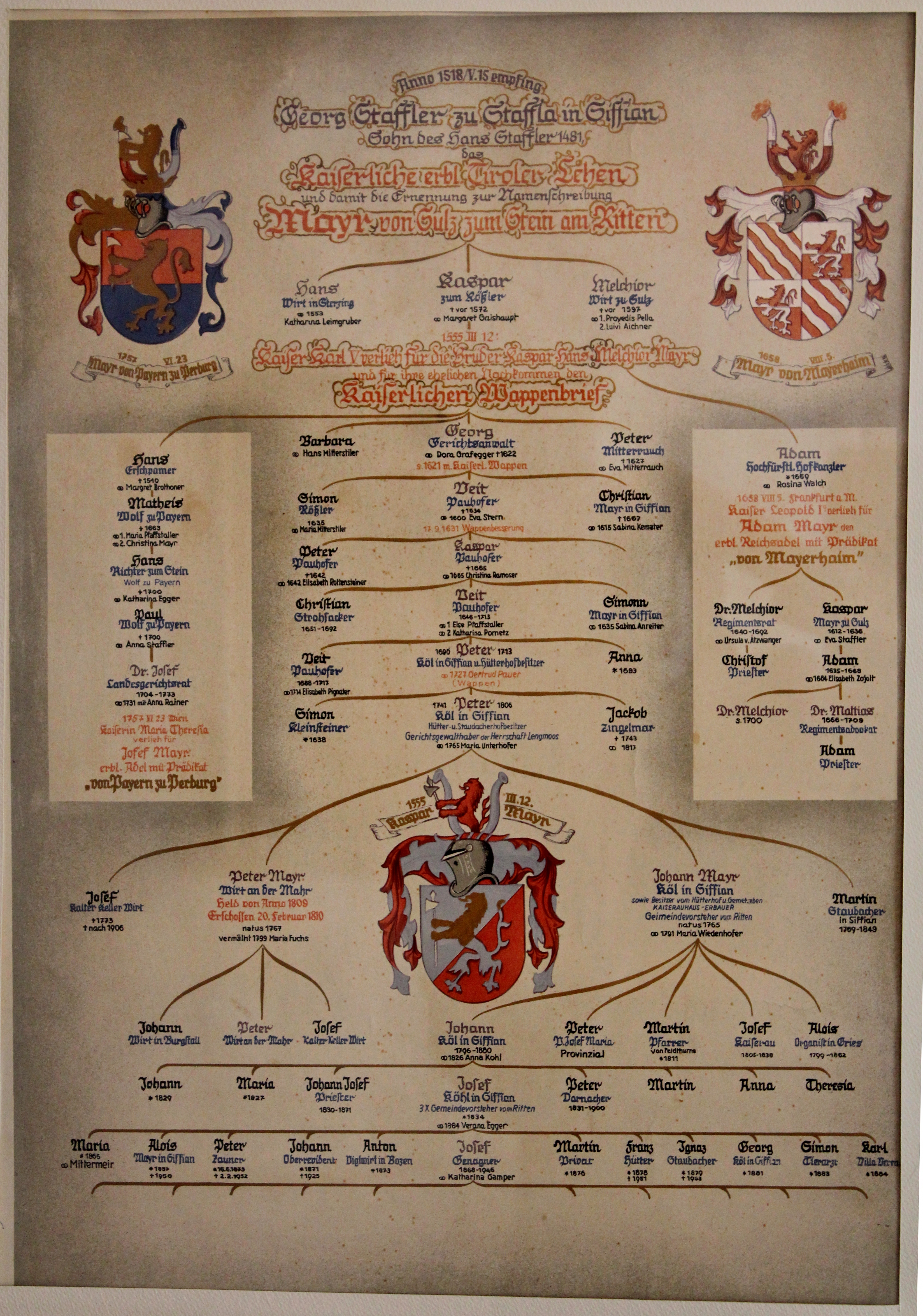
Stammbaum der Mayr von Sulz (Staffler) am Ritten

Peter Mayr wurde als Sohn des Bauern Peter Mayr (1741–1806) und seiner Frau Maria Unterhofer, Doppelbauer in Oberbozen (1743–1815), geboren. 1795 übernahm Peter Mayr das Wirtshaus zum Weißen Kreuz an der Landstraße südlich von Klausen, das gewöhnlich „beim Schober“ genannt wurde. 1804 erwarb er das Gasthaus an der Mahr an der Brennerstraße. Wie viele Wirte in Tirol spielte auch Peter Mayr eine bedeutende Rolle bei der Tiroler Erhebung gegen das Napoleonische Frankreich und seine Verbündeten. Schon am 3. April 1797 bewährte er sich als gewählter Anführer der Rittner Schützen im Scharmützel auf dem Grumeregg (am Hörtenberg oberhalb Bozen-Dorf bzw. südlich von Oberbozen) gegen eine französische Abteilung, die ihren Versuch, den Ritten zu ersteigen, aufgeben und nach Bozen zurückweichen musste.
Nach Tirols Einverleibung in das neugeschaffene Königreich Bayern (1805) wurde sein Gasthaus zu einem Treffpunkt der mit den neuen politischen Verhältnissen unzufriedenen Tiroler. Im Schmiedhäusl hinter seinem Gasthof fanden geheime Zusammenkünfte statt, unter anderem am 25. November 1807 unter Führung von Andreas Hofer der „Bauernkonvent“, auf dem beschlossen wurde, die Anordnungen Bayerns in kirchlichen Belangen nicht zu befolgen und die „Schänder der Gotteshäuser“ zum Schutze des katholischen Glaubens aus dem Lande zu vertreiben.

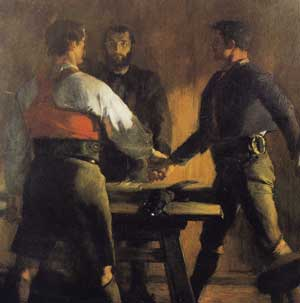
Dreischwur 1809 (Mayr links), Bild von Albin Egger-Lienz, 1897

Bei der unmittelbaren Vorbereitung der Tiroler Erhebung kehrte Andreas Hofer auf seiner Rückreise von Wien bei verschiedenen Wirten in Tirol ein und besprach mit ihnen die geplanten Aktionen, damit sie die Schützen und Bauern ihrer Umgebung verständigten. Mayr übernahm diese Aufgabe für seinen Umkreis und kämpfte am 25. und 29. Mai 1809 an der Spitze der Pfeffersberger gemeinsam mit Josef Eisenstecken am Bergisel. Nach dem Waffenstillstand von Znaim (12. Juli 1809), als die österreichischen Truppen aus Tirol abberufen wurden und die Franzosen beinahe kampflos Innsbruck besetzen, trafen sich Peter Mayr und der Sternwirt Peter Kemenater aus Schabs beim Kreuzwirt Martin Schenk in Brixen zu einer Lagebesprechung (bekannt als "Dreischwur"). Sie beschlossen, Munition und Lebensmittel zu beschaffen, die Brixner Klause zu befestigen, die Ladritscher Brücke abzubrechen und auf den Höhen der Eisackschlucht Material für Steinlawinen aufzuschichten. Dort sperrte Peter Mayr mit Schützenkompanien aus dem unteren Eisack- und westlichen Pustertal die Eisackschlucht nördlich von Oberau ab und rieb am 4./5. August 1809 gemeinsam mit Josef Speckbacher die vor allem aus sächsisch-thüringischen Truppen bestehende Division Rouyer auf. Dieser Ort erhielt deswegen später den Namen Sachsenklemme. Marschall François-Joseph Lefebvre, der am 6. August 1809 mit 7.000 Mann in Sterzing eintraf, musste sich daraufhin nach Innsbruck zurückziehen.
In der 3. Bergiselschlacht am 13. August 1809 bildeten die von Peter Mayr befehligten Kompanien aus Süd- und Nordtirol das Zentrum des tirolischen Aufgebotes. Nach der Befreiung des Landes kehrte er als „anerkannter Unterkommandant“ heim. Als dann am 1. November 1809 die letzte Bergiselschlacht verloren ging und Andreas Hofer aufgeben wollte, setzte sich Peter Mayr mit anderen Schützen bei der Zusammenkunft vom 5. November 1809 in Steinach am Brenner für die Fortsetzung des Kampfes ein. Er rückte mit Eisacktaler Schützen ins Pustertal vor und schlug die Truppen General Ruscas an der Mühlbacher Klause dreimal zurück, musste aber beim vierten Ansturm weichen und zog sich ins Sarntal zurück. Als er erfuhr, dass Andreas Hofer noch einmal zum Weitermachen umgestimmt worden war, wagte Peter Mayr einen Versuch zur Befreiung Brixens, musste aber schließlich einsehen, dass jeder weitere Widerstand aussichtslos geworden war.

## Tod

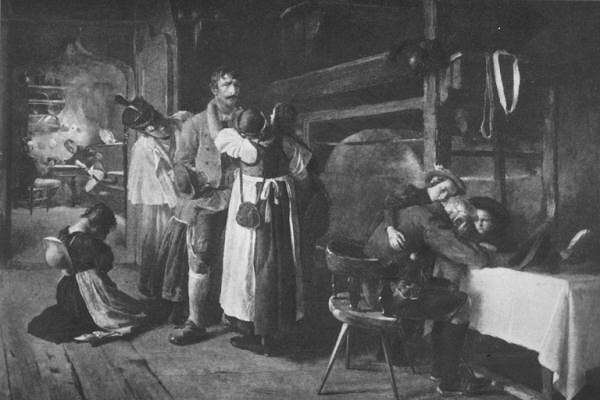
Peter Mayr nimmt Abschied. Bild von Ferdinand Schmutzer, 1899

Mayr flüchtete und versteckte sich im Leitererhäusl in Feldthurns, wurde aber gegen 50 Gulden verraten und am 8. Februar 1810 als Gefangener nach Bozen gebracht. Dort verbrachte er die letzten Tage im St.-Afra-Haus wie zuvor Andreas Hofer. Das Kriegsgericht verurteilte Peter Mayr am 14. Februar 1810 zum Tode. Seine mit den fünf Kindern herbeigeeilte Frau Maria Fuchs erreichte bei General Louis Baraguey d’Hilliers, dass dieser unter dem Vorwand eines Formfehlers das Urteil aufhob und ein neues Verfahren einleitete. Damit erhielt Peter Mayr die Möglichkeit, sich zu retten, sofern er öffentlich erklärt hätte, von der Proklamation des Vizekönigs Eugène de Beauharnais vom 12. November 1809, wonach das Tragen von Waffen bei Todesstrafe verboten war, nie etwas gehört zu haben. Doch er wollte sein Leben nicht durch eine Lüge erkaufen. Daraufhin wurde das Todesurteil am 19. Februar 1810 erneut bestätigt und am 20. Februar 1810, am Todestag von Andreas Hofer, bei der alten Grieser Holztrift wenig nördlich der heutigen Talferbrücke von Füsilieren vollstreckt. Mayrs Leichnam wurde auf dem Bozner Friedhof bei der Propsteikirche (heutiger Dom) beigesetzt.

## Ehrungen

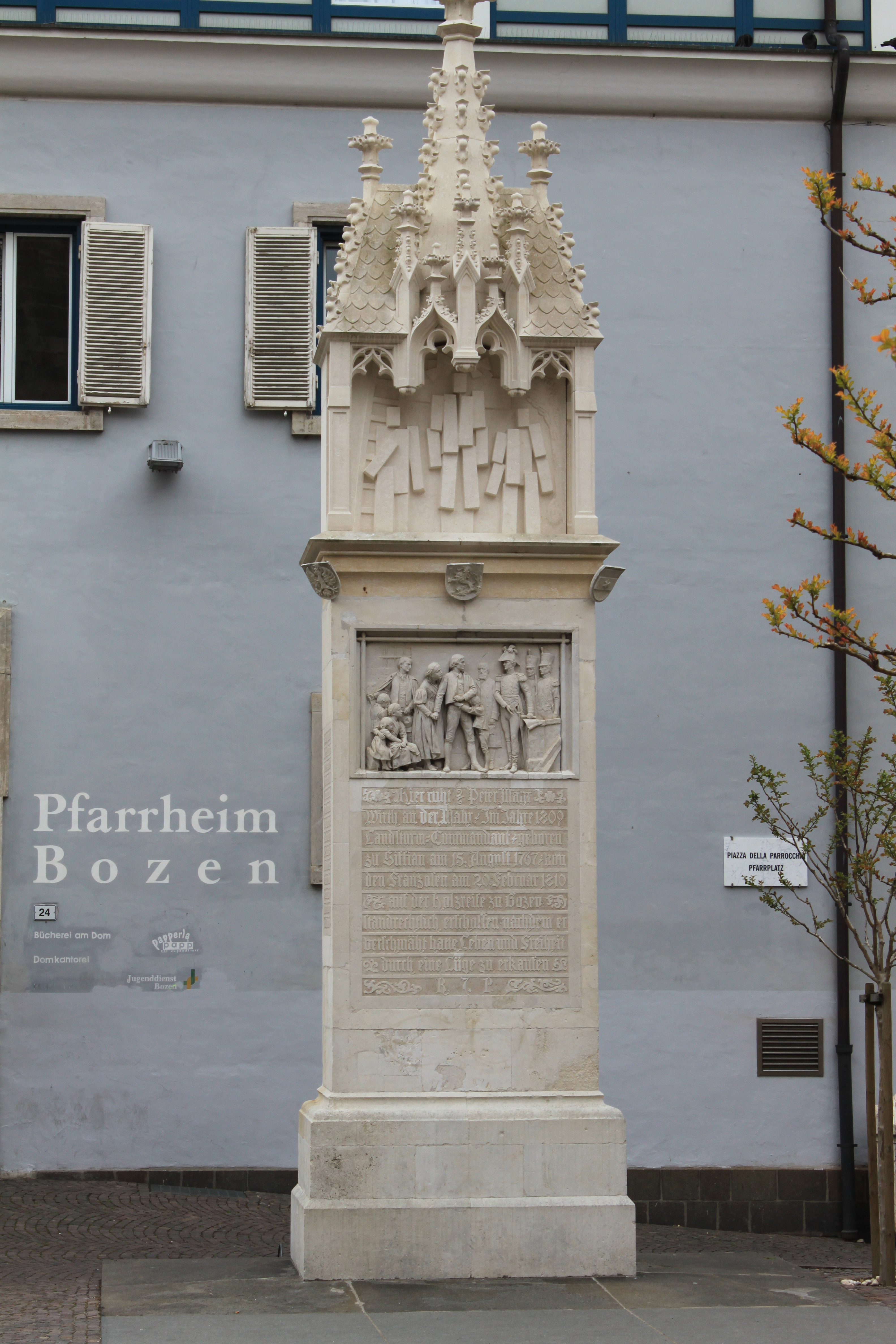
Das Peter Mayr-Denkmal in Bozen (1900 enthüllt, 2009 modifiziert)

Am 30. September 1900 wurde in Bozen, nach Entwurf Georg von Hauberrissers, an Pfarrplatz ein Denkmal enthüllt, das unter einem neugotischen, mit einem Kruzifix geschmückten Oberbau ein Relief trug, das die Gefangennahme Mayrs durch die Franzosen darstellte. Unter dem Relief war ein entsprechender Text angebracht. Bei der Bombardierung Bozens im Zweiten Weltkrieg wurde der helmförmige Aufsatz 1943 zerstört und das Denkmal schwer beschädigt. 2009 wurde es anlässlich des 200-Jahr-Jubiläums des Tiroler Freiheitskampfes neu errichtet.
1943 schuf der Südtiroler Künstler Oskar Wiedenhofer ein idealisierendes Porträt Mayrs unter dem Titel Ich erkaufe mein Leben nicht um eine Lüge, das als Titelblatt der Zeitschrift Tirol – Vorarlberg. Natur, Kunst, Volk, Leben von 1944 weite Verbreitung fand.
Im Bozner Stadtteil Gries-Quirein, im Meraner Stadtteil Untermais sowie im Innsbrucker Stadtteil Wilten wurde jeweils eine Straße nach Peter Mayr benannt.